# Tipula varipennis
Tipula varipennis är en tvåvingeart som beskrevs av Johann Wilhelm Meigen 1818. Tipula varipennis ingår i släktet Tipula och familjen storharkrankar. Arten är reproducerande i Sverige. Inga underarter finns listade i Catalogue of Life.

## Bildgalleri

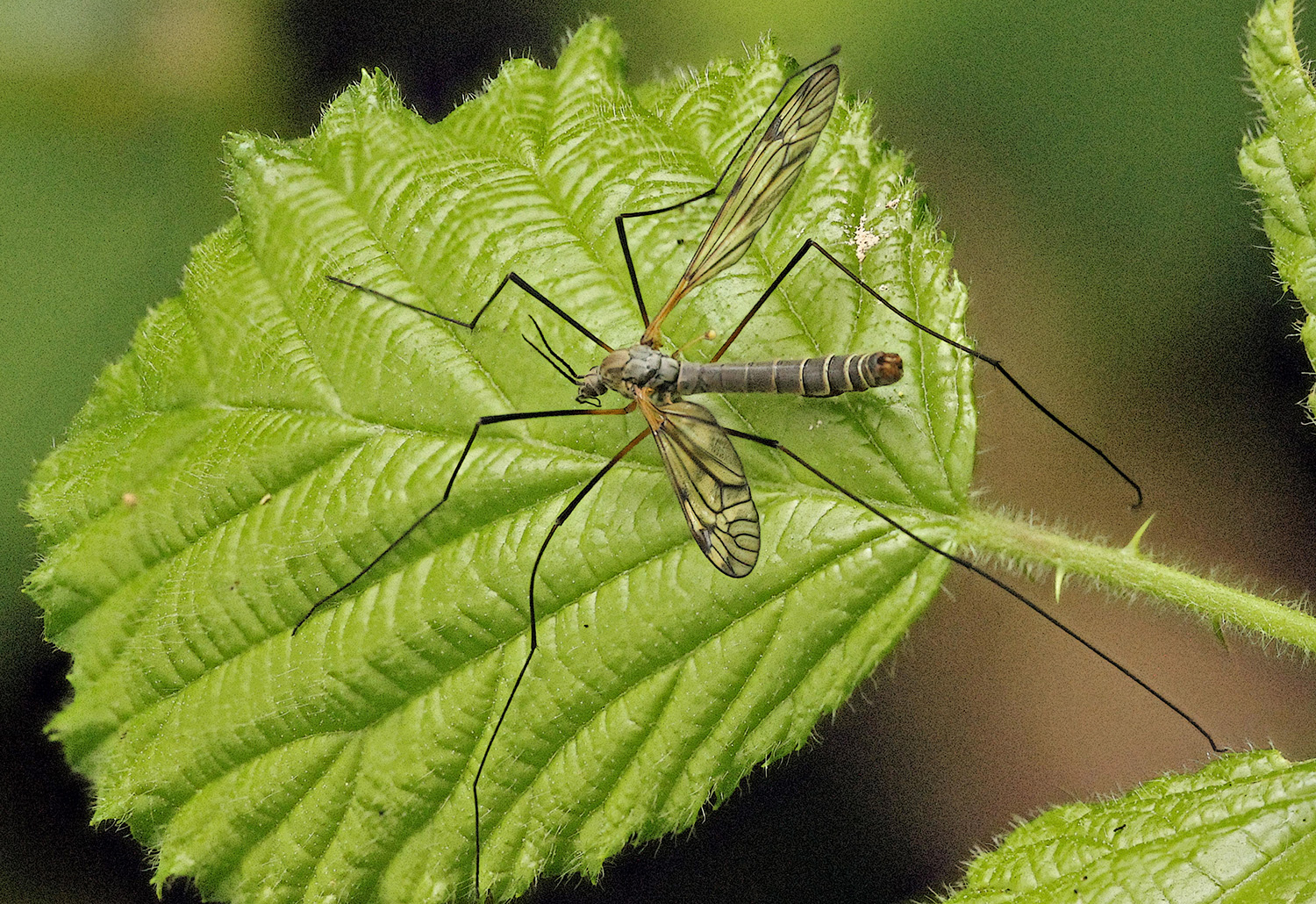
hane
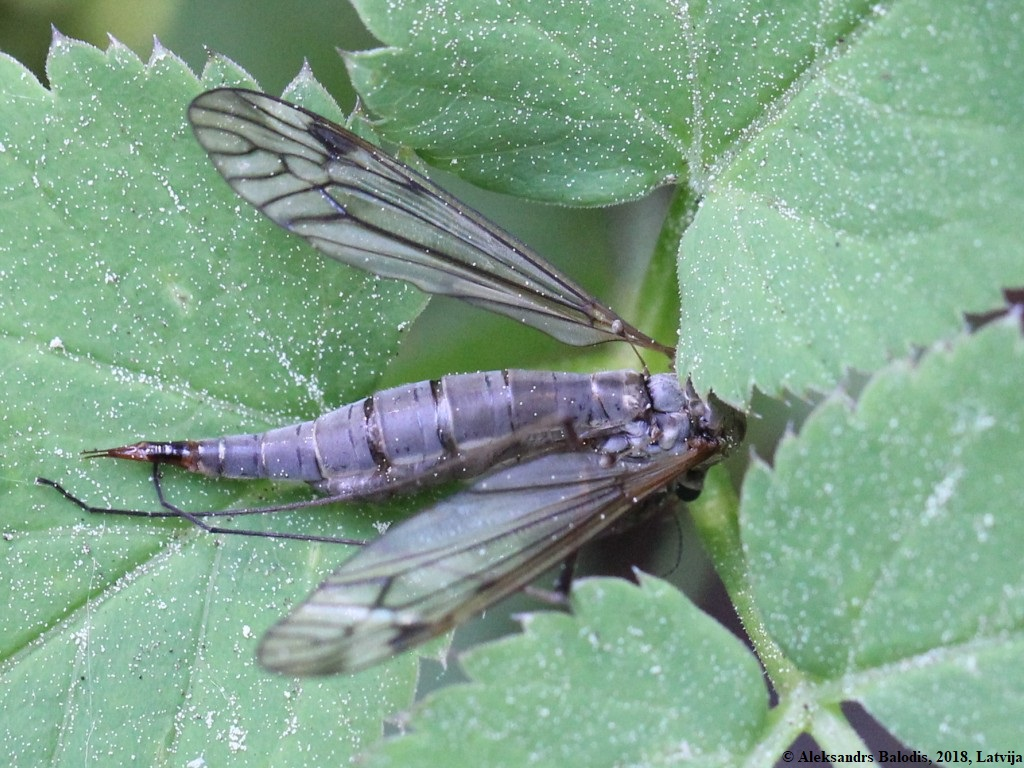
hona